# Theridion striatum
Theridion striatum är en spindelart som beskrevs av Eugen von Keyserling 1884. Theridion striatum ingår i släktet Theridion och familjen klotspindlar. Inga underarter finns listade i Catalogue of Life.